# Santiago Mbanda Lima
Santiago Mbanda Lima Yagombanda o Santiago D'Almeida Ferreira  (Viseu, 18 de mayo de 1989) es una activista portuguesa. Ha sido la primera persona en su país en declararse públicamente intersexual.  Cofundó, codirige y presidió la ONG Ação Pela Identidade. Se reconoce también por su activismo por la comunidad LGBT+, así como por causas antirraciales y feministas .

## Biografía
La familia de Mbanda es de origen angoleño, y además de en su localidad natal, ha vivido en otras localidades portuguesas, en Hamburgo y en la actualidad vive en Lisboa.
Además de su labor como activista, también ha participado en proyectos artísticos como “Jardins Efémeros”.